# JDS Ishikari (DE-226)
Pour les articles homonymes, voir Ishikari (homonymie).
Le JDS Ishikari (DE-226) est un destroyer d'escorte ou frégate de la Force maritime d'autodéfense japonaise construit au début des années 1980.

## Service
Il a été déployé sur la base d'Ominato, face à la flotte russe du Pacifique.

## Conception
Le JDS Ishikari (DE-226) est le premier destroyer d'escorte équipé d'une propulsion de type CODOG avec une turbine à gaz et de missiles sol-sol.

Il a été construit au chantier naval Mitsui & Engineering de Tamano. Sa planification devait correspondre à la construction initiale d'un navire de patrouille côtière pour remplacer les anciens chasseurs de sous-marins et les vieux destroyers d'escorte.
Considéré trop faible, il a été suivi immédiatement par la construction de la classe Yūbari.
- Système de propulsion CODOG :

Il comprend une turbine à gaz Rolls-Royce Olympus construite sous licence par l'entreprise japonaise Kawasaki Heavy Industries et un moteur diesel de croisière Kawasaki 6DRV 35/44. 
- Electronique :

Elle n'est pas équipée d'un système radar de recherche aérienne, mais seulement d'un radar de recherche de surface et de contrôle de tir des missiles sol-sol.

Elle est aussi équipée d'un système de liaison de données tactiques par radiotélétype.
- Systèmes d'armement automatisé :

Son système de lutte antiaérienne active un canon à tir rapide Otobreda 76 mm remplaçant le canon de 3 pouces Maek 33 précédent.

Il est aussi doté d'un lanceur Mk-141  pour 8 missiles AGM-84 Harpoon.

Son système de lutte anti-sous-marine est composée d'un lanceur Bofors et de deux triples tubes lance-torpilles Mark 32 de 324 mm.